# Jean Abramovici
 (mars 2016).
Si vous disposez d'ouvrages ou d'articles de référence ou si vous connaissez des sites web de qualité traitant du thème abordé ici, merci de compléter l'article en donnant les références utiles à sa vérifiabilité et en les liant à la section « Notes et références ».
Pour les articles homonymes, voir Abramovici.
Jean Abramovici, alias Jean Avran ou Jean Garchoy, est un journaliste français.
Professeur de latin, il est journaliste à Libération dans les années 1950. Il collabore également à Ce Soir et Franc-Tireur avant le départ des communistes. Il était adhérent du parti communiste. Il entre au Canard enchaîné en 1970. Il y sera parfois qualifié de « dernier stalinien » par ses camarades du journal.